# Twisted (série télévisée)
Pour les articles homonymes, voir Twisted (homonymie).
Cet article concerne la série télévisée. Pour le film de Philip Kaufman, voir Instincts meurtriers.
Twisted est une série télévisée américaine en 19 épisodes de 42 minutes créée par Adam Milch dont le premier épisode a été diffusé le 19 mars 2013 puis a poursuivi le 11 juin 2013 jusqu'au 1er avril 2014 sur ABC Family et au Canada sur ABC Spark.
En France, la série est diffusée depuis le 17 avril 2014 sur June et au Québec à partir du 25 août 2014 sur VRAK.TV. Néanmoins, elle reste encore inédite dans les autres pays francophones.
La série a eu une unique saison de 19 épisodes diffusée en deux parties : une première partie constituée du pilote (en mars 2013) et de dix épisodes (entre juin et juillet 2013), puis une seconde partie de huit épisodes diffusés de février à avril 2014. La série n'a pas été renouvelée pour une deuxième saison.

## Synopsis
Danny Desai retourne dans sa ville natale après avoir passé 5 ans en prison pour le meurtre de sa tante lorsqu'il avait 11 ans. Reconnaissant sa culpabilité, il refuse toutefois catégoriquement d'expliquer ce qui l'a poussé à agir ainsi, déclenchant une tempête médiatique. Rejeté par ses pairs, il reprendra contact avec ses anciennes meilleures amies, Jo et Lacey, ayant encore du mal à avancer dans leurs vies après le meurtre. De plus, lorsqu'une étudiante est assassinée, tout le monde soupçonne Danny. Est-il un tueur sociopathe ou la victime portant le poids d'un lourd secret ?

## Distribution

### Acteurs principaux
- Avan Jogia (VFB : Antoni Lo Presti) : Danny Desai
- Maddie Hasson (VFB : Marie van R) : Jo Masterson
- Kylie Bunbury (VFB : Julie Basecqz) : Lacey Porter
- Ashton Moio (it) (VFB : Alessandro Bevilacqua) : Rico
- Kimberly Quinn (VFB : Colette Sodoyez) : Tess Masterson
- Denise Richards (VFB : Guylaine Gibert) : Karen Desai
- Sam Robards (VFB : Franck Dacquin) : Kyle Masterdon

### Acteurs récurrents
- Kathy Najimy : Mme Fisk
- Rob Chen : le principal
- Grey Damon (VFB : Alexandre Crépet) : Archie Yates (épisodes 1 à 11)
- Brittany Curran (VFB : Maia Baran) : Phoebe Daly
- Keiko Agena : April Tanaka
- Jamila Velazquez : Sarita
- Todd Julian : Scott
- Daya Vaidya : Sandy
- Jessica Tuck : Gloria Crane
- Robin Givens : Judy Porter
- Christopher Cousins : le maire Rollins
- Aaron Hill : Eddie
- Karynn Moore : Regina Crane
- Stacy Haiduk : Marilyn Rossi
- TJ Ramini : Vikram Desai
- John DeLuca (VFB : Gauthier de Fauconval) : Cole Farrell
- Chris Zylka : Tyler
- Jack Falahee : Charlie McBride

Version française
- - Société de doublage : Dubbing Brothers 
  - Direction artistique : Laurent Vernin
  - Adaptation des dialogues : Cynthia Perin

 Source et légende : version française (VF) sur RS Doublage et selon le carton du doublage français

## Production

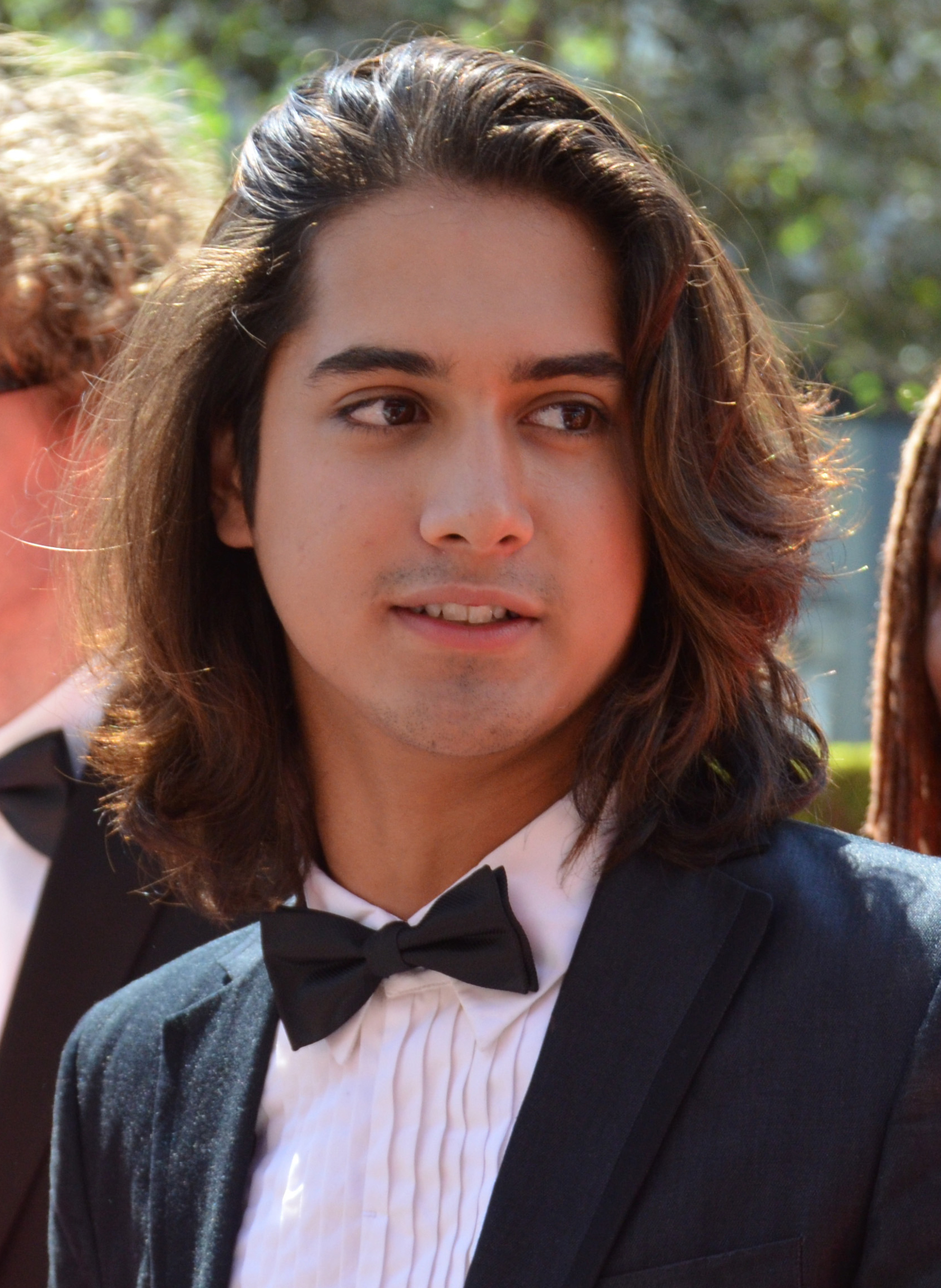
Avan Jogia acteur principal de la série.

### Développement
Initialement, la série devait s'appeler Socio.
En août 2012, ABC Family a commandé un pilote pour Twisted.
La production du pilote a débuté le 24 octobre 2012.
À la suite de la Tuerie de l'école primaire Sandy Hook le 14 décembre 2012, l'avenir de la série était incertain. Malgré cela, le tournage s'est poursuivi et en mars 2013, ABC Family a annoncé une date de diffusion pour juin, et le lendemain, a annoncé que le pilote sera diffusé après l'épisode final de la saison de Pretty Little Liars le 19 mars 2013.
Le 30 juillet 2013, ABC Family a commandé dix épisodes supplémentaires qui seront diffusés à partir de janvier 2014.
Après les onze premiers épisodes diffusés durant l'été 2013, la série se poursuit le 11 février 2014.
Le 13 août 2014, la série est officiellement annulée.

### Casting
Les rôles ont été attribués dans cet ordre : Maddie Hasson et Kylie Bunbury, Avan Jogia, Kimberly Quinn et Denise Richards.

### Fiche technique
- Titre original et français : Twisted
- Réalisation : Jon Amiel (pilote)
- Scénario : Adam Milch (pilote)
- Production exécutive : Gavin Polone

## Épisodes
1. Cinq ans plus tard (Pilot)
2. Le Deuil (Grief Is a Five-Letter Word)
3. Coup de théâtre (PSA de Resistance)
4. Les Meilleures Ennemies (Sleeping with the Frenemy)
5. Haute tension (The Fest and the Furious)
6. Virée nocturne (Three for the Road)
7. Les Mystères de Danny (We Need to Talk About Danny)
8. Une fête mémorable (Docu-Trauma)
9. L'Heure de vérité (The Truth Will Out)
10. Amitiés empoisonnées (Poison of Interest)
11. Jeux dangereux (Out with the In-Crowd)
12. Mensonge mortel (Dead Men Tell Big Tales)
13. Le Poids du silence (Sins of the Father)
14. Le Bal de tous les secrets (Home Is Where the Hurt Is)
15. Le Prix à payer (Danny Indemnity)
16. Tel père tel fils (The Son Also Falls)
17. Le Mystère de Charlie McBride (You're a Good Man, Charlie McBride)
18. Le Choix de Danny (Danny, Interrupted)
19. L'Heure des aveux (A Tale of Two Confessions)

## Accueil
Le pilote, diffusé en mars 2013, n'a attiré que 1,19 million de téléspectateurs alors que sa rediffusion du 11 juin 2013 a attiré 1.61 million de téléspectateurs.
Les deux derniers épisodes n'ont attiré que 629 000 et 773 000 téléspectateurs respectivement.